# Alberto Blanco
Luis Alberto Blanco Saavedra (né le 8 janvier 1978 à Panama au Panama) est un joueur de football international panaméen, qui évoluait au poste de milieu de terrain.

## Biographie

### Carrière en club
Il joue 4 matchs en Ligue des champions avec le club moldave du Sheriff Tiraspol.

### Carrière en sélection
Avec l'équipe du Panama, il joue 57 matchs (pour 3 buts inscrits) entre 2000 et 2009. 
Il figure dans le groupe des sélectionnés lors des Gold Cup de 2005, de 2007 et de 2009. Il atteint la finale de cette compétition en 2005, en étant battu par les États-Unis.
Il joue également 18 matchs comptant pour les tours préliminaires de la coupe du monde, lors des éditions 2002 et 2006.

## Palmarès
| \| San Francisco FC - Championnat du Honduras (1) : - Champion : 2009 (Ouverture). \| \| Chorrillo - Championnat du Honduras (1) : - Champion : 2011 (Ouverture). \| |  | Panama - Gold Cup : - Finaliste : 2005.                                  |
| San Francisco FC - Championnat du Honduras (1) : - Champion : 2009 (Ouverture).                                                                                      |  | Chorrillo - Championnat du Honduras (1) : - Champion : 2011 (Ouverture). |